# Марк Емілій Лепід (консул 78 до н. е.)
Марк Емілій Лепід (лат. Marcus Aemilius Lepidus, 120-77 рр. до н. е.) — давньоримський політик, консул 78 р. до н. е. Очолив заколот проти Риму.

## Родина
Марк Емілій Лепід походив з давнього патриціанського роду Еміліїв. Син Квінта Емілія Лепіда. Був одружений з жінкою на ім'я Аппулея, від якої мав двох синів: Марка Емілія Лепіда, учасника другого тріумвірату, та Луція Емілія Лепіда Павла, консула 50 р. до н. е.
Всиновив Луція Корнелія Сципіона Азіатського, легата 77 р. до н. е.

## Політична кар'єра
У 100 р. до н. е. Лепід брав участь у придушенні руху Луція Аппулея Сатурніна. У 89 р. до н. е., під час Союзницької війни, служив під Аскулом під проводом Гнея Помпея Страбона, імовірно, на посаді військового трибуна. Можливо, був легатом Сулли у 82-81 рр. до н. е., взяв Норбу. До 81 р. обіймав посаду претора. Протягом сулланських проскрипцій розбагатів, скупаючи майно проскрибованих.
У 80 р. до н. е. був пропретором Сицилії, де пригноблював місцеве населення. За це у 79 р. до н. е. був притягнутий до суду братами Квінтом Метеллом Целером та Квінтом Метеллом Непотом, але процес було зупинено на попередній стадії.
Лепід був супротивником Сулли і став консулом на 78 рік після закінчення його диктатури. Обранню Лепіда сприяв Гней Помпей, який, однак, вважався вірним прибічником Сулли. Крім того, Лепід ворожо ставився до другого консула того року, Квінта Лутація Катула Капітоліна, що призвело до нових заворушень із вступом обох консулів на посади. Під час свого консулату Лепід прийняв низку популістських рішень: відновив права народних трибунів, розподілення хлібу, повернення конфіскованих земель їх колишнім власникам.
Після смерті Сулли у 78 р. до н. е. Лепід боровся за те, щоб Суллу не ховали за державний кошт на Марсовому полі, але сенат (за підтримки Помпея і Катула) вирішив по-іншому, і був влаштований пишний похорон.

## Заколот Лепіда
Незабаром після похорону Сулли Лепід почав готуватися до заколоту. Серед оголошених ним цілей було скасування реформ Сулли, а також повернення італікам відібраних Суллою земель. Лепіду вдалося зібрати коло себе багатьох тих, хто вижив у період громадянської війни 83-82 рр. до н. е. та у часи проскрипцій маріанців. Сенат позбавив Лепіда проконсульства у Трансальпійській Галлії, яке він раніше отримав в результаті жеребкування; у відповідь на це Лепід відкрито виступив проти Риму. Проти більша частина аристократії була проти дестабілізуючих становище дій Лепіда. Керувати військовими діями проти Лепіда доручили Помпею, оскільки консул Катул не був талановитим воєначальником. Помпей розбив прибічників Лепіда в Галлії, в той час як Лепід з великою армією прорвався до Риму і почав вимагати собі друге консульство. Після отримання звістки про перемоги Помпея римляни зрозуміли, що Лепід вже практично розбитий, і було прийнято рішення про збирання армії для його остаточного розгрому. На чолі війська став Катул, і поблизу Марсового поля сталася битва, яку Лепід програв.
Після цієї поразки Лепід втік спочатку до Етрурії, звідти — до Сардинії, те незабаром помер (можливо, від сухот), даремно намагаючись підняти там повстання. Частина сил, що залишилися, пішла до Іспанії до Квінта Серторія.

## «Промова Лепіда до римського народу»
Саллюстій включив у свою незавершену «Історію» промову консула Лепіда до римського народу близько 78 р. до н. е., однак вважається, що її склав сам Саллюстій і то є лише переказ промови, яка реально мала місце.